# Kabaddi
Kabaddi (a volte traslitterato come Kabbadi o Kabadi) è uno sport di contatto a squadre che si pratica 7 contro 7. Ha avuto origine nella regione del Panjab come allenamento bellico ricreativo. L'obiettivo del gioco è, per il giocatore che si muove in attacco, chiamato "raider", di entrare nella metà campo avversaria, toccare quanti più difensori possibili e ritornare nella propria metà campo, evitando di essere bloccato dagli avversari nella propria zona. I punti vengono assegnati per ogni difensore toccato dal raider, mentre la squadra in difesa può ottenere punti impedendo all'attaccante di rientrare nella propria metà di campo. I difensori che vengono toccati e gli attaccanti bloccati nel campo avversario escono dal campo e sono riportati in gioco uno alla volta per ogni punto segnato dalla propria squadra.
È il gioco nazionale in Bangladesh, Nepal, India, Malesia, Indonesia.
Il termine "kabaddi" significa "trattenere il respiro" in lingua Panjabi e veniva anticamente scandito durante le partite dall'attaccante, al quale non era permesso respirare durante l'attacco.

## Le regole

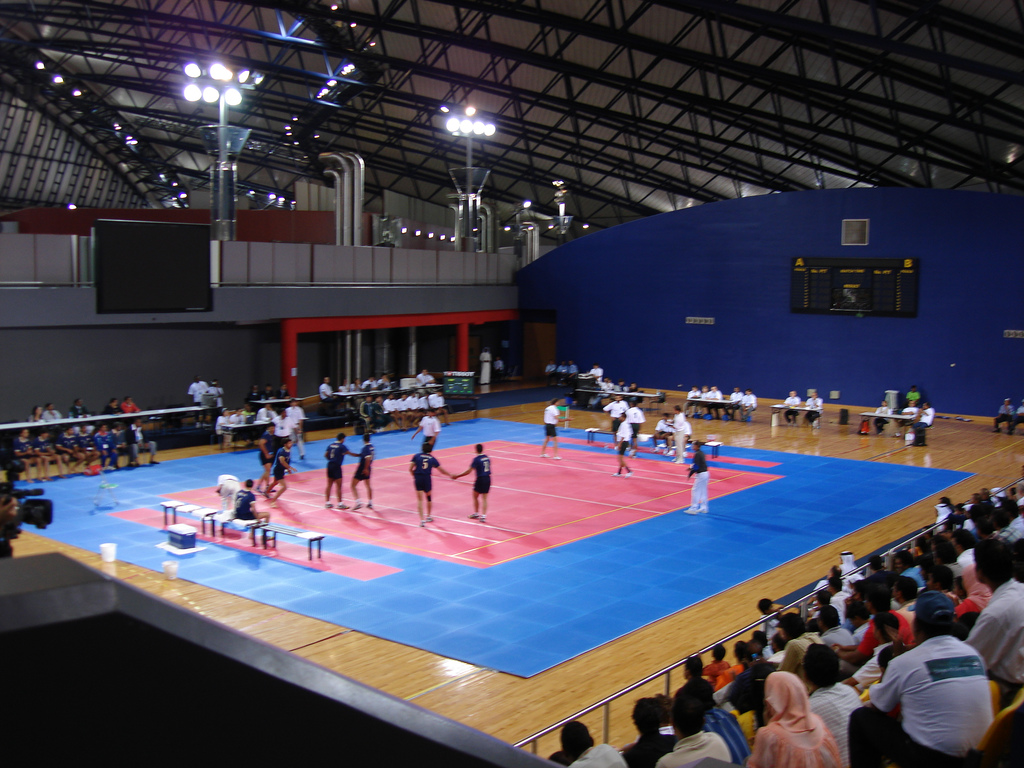
Kabaddi ai Giochi Asiatici del 2006

Due squadre occupano le metà opposte di un campo; a turno inviano un attaccante nella metà avversaria al fine di guadagnare punti. I punti si ottengono in vari modi: toccando un avversario, spezzando la formazione avversaria, o lottando contro uno di essi singolarmente. Compiute queste azioni l'attaccante deve tornare nella propria metà campo senza farsi bloccare dagli avversari. Agli albori del gioco, l'attacco doveva essere eseguito in apnea, per dimostrare la quale l'attaccante ripeteva: "kabaddi, kabaddi, kabaddi", da cui il nome del gioco. Nel gioco moderno, invece, si utilizza un timer per conteggiare i 30 secondi di durata massima dell'attacco.
Il gioco, che combina le caratteristiche del Wrestling e del Rugby, coinvolge le abilità e la potenza di due squadre che si affrontano. È un gioco piuttosto semplice ed economico, non richiede né campo spazioso né un'apparecchiatura costosa. Nel Kabaddi, due squadre devono segnare più punti possibili, toccando o bloccando i giocatori della squadra avversaria. Ogni squadra è composta da 12 giocatori, di cui 4 sono fissi e sono in campo, e fanno parte della difesa (stopper) e sei fuori campo, gli attaccanti, che si alternano. Le due squadre combattono per guadagnare più punti, alternando la difesa e l'attacco. Il campo, di gomma dura, ha una forma rettangolare e misura 13 metri per 10, diviso in due parti uguali con una riga centrale. Ogni metà campo è divisa da un'altra riga, che separa temporaneamente l'attaccante dai difensori. Il gioco dura 40 minuti e si svolge in due tempi di 20 minuti con una pausa di 5 minuti per il cambio campo.
Parte un attaccante della prima squadra che si trova fuori campo ed entra nel campo avversario dove lo aspettano i 4 difensori, tutti raccolti uno vicino all'altro. Appena l'attaccante entra nel campo avversario parte il countdown di 30 secondi entro i quali l'attaccante deve toccare uno degli avversari e rientrare nel proprio campo. Il difensore che viene toccato deve cercare di placcarlo e di fermarlo impedendo che quest'ultimo ritorni nel proprio campo prima dei 30 secondi. Il punto va all'attaccante se è riuscito a toccare e rientrare nel proprio campo prima del termine del countdown, altrimenti va al difensore che è stato toccato ed è riuscito a fermare l'avversario. Una volta, durante tutta l'azione l'attaccante deve continuare a ripetere “kabaddi kabaddi kabaddi” e, se si interrompe per riprendere fiato, il turno passa all'altra squadra. Nel secondo turno parte invece l'attaccante dell'altra squadra. E si va avanti così per 20 minuti alternando attacco e difesa. Pausa di 5 minuti e si cambia campo. Sono presenti un arbitro e due guardalinee che hanno il compito di verificare che nel placcaggio, nella lotta, nel tentativo di fermare o di scappare, i giocatori non escano fuori campo, altrimenti il punto va all'avversario.

## Competizioni

### Giochi asiatici
Ai Giochi asiatici il kabaddi è giocato dal 1990. La nazionale dell'India ha vinto 7 medaglie d'oro in totale. La seconda squadra che vanta più successi è quella del Bangladesh, con 3 medaglie d'argento.

### Asia Kabaddi Cup
La prima (2011) si è tenuta in Iran, la seconda (2012) in Punjab.

### Kabaddi World Cup
La Coppa del Mondo di kabaddi si è giocata per la prima volta nel 2004, poi nel 2007 e viene disputata annualmente a partire dal 2010. La nazionale dell'India ha vinto finora tutte le edizioni della coppa.

### Women's World Cup
Nel 2012 si è giocata la prima Coppa del Mondo femminile di kabaddi, vinta dalla squadra indiana in finale contro l'Iran. Nel 2013 l'India ha vinto di nuovo, stavolta contro la Nuova Zelanda.

### Pro Kabaddi League
Basata sulla Indian Premier League di cricket, è il campionato indiano dal 2014. Vi partecipano otto squadre.

### UK Kabaddi Cup
Coppa che si è tenuta nel Regno Unito nel 2013 e ha visto fronteggiarsi le squadre nazionali di India, Inghilterra, Pakistan, USA, Canada ed una squadra locale sponsorizzata da SGPC.

### World Kabaddi League
La lega mondiale di kabaddi è stata creata nel 2014. Include otto squadre di quattro Paesi (Canada, Inghilterra, Pakistan e USA). Molte squadre appartengono ad attori di Bollywood: Akshay Kumar (Khalsa Warriors), Rajat Bedi e Monty Sikka (Punjab Thunder), Sonakshi Sinha (United Singhs) e Yo Yo Honey Singh (Yo Yo Tigers).

## Variante
Esiste inoltre una variante da spiaggia, il "Beach Kabaddi".

## Cultura di massa
Film in cui è presente il kabaddi:
- Kudumba Thalaivan (1962)
- Piccolo Buddha (1993)
- Pardes (1997)
- Hu Tu Tu (1999)
- Kabaddi Kabaddi (2003)
- Okkadu (2003)
- Ghilli (2004)
- Ajay (2006)
- Kabaddi (2009)
- Vennila Kabadi Kuzhu (2009)
- Bheemli Kabadi Jattu (2010)
- Chal Dhar Pakad (2010)
- Kabaddi Ik Mohabbat (2010)
- Kabaddi Once Again (2012)
- Badlapur Boys (2014)
- Tevar (2015)
- Thoppil Joppan (2016)
- Georgettan's Pooram (2017)

Anime e manga dove è presente il kabaddi:
- Full Metal Panic? Fumoffu (2003)
- Gintama (2006)
- Teekyu (2013)
- Durarara!!×2 Shō (2015)
- Chio's School Road (2016)
- Burning Kabaddi (2021)

Serie televisiva:
- Faccende complicate (2X04, 2025)